# Лахана
Лахана или Лахна (грч. Λαχανάς, Лаханас) је насељено место у општини Лагадина у периферији Средишња Македонија, Грчка. Према попису из 2021. године било је 330 становника.
Према бугарском географу и историчару, Василу Канчову, у Лахани је 1900. године живело 860 Турака. Године 1924. турско становништво је принудно исељено у Турску а на њихово место су насељене грчке избеглице из Турске. На попису из 1928. године Лахана је имала 608 становника.